# Harvard College c. Canada (Commissaire aux brevets)
Harvard College c. Canada (Commissaire aux brevets) est un arrêt de principe de la Cour suprême du Canada rendu en 2002 concernant la brevetabilité des formes de vie supérieures dans le contexte de la Loi sur les brevets.

## Les faits
Le litige concerne la brevetabilité de l'oncosouris de Harvard, une souris dont le génome avait été génétiquement modifié par un gène favorisant le cancer (oncogène).
Les chercheurs du Harvard College (les intimés) ont développé un processus par lequel ils pourraient créer des animaux transgéniques dont les génomes sont modifiés par un gène favorisant le cancer (appelé oncogène activé).
Les chercheurs ont injecté l'oncogène dans des ovules de souris fécondées proches du stade unicellulaire et les ont implantées dans une souris hôte femelle où elles se sont développées jusqu'à terme. La progéniture résultante a ensuite été testée pour la présence ou l'absence de l'oncogène.
Celles qui contiennent le gène sont appelés souris « fondatrices » et elles sont accouplées avec des souris non modifiées. La progéniture qui contient l'oncogène et dont chaque cellule de son corps est affectée (y compris les cellules germinales et les cellules somatiques) est appelée oncosouris. Les oncosouris sont utiles pour les études sur le cancer car elles sont plus sensibles aux substances cancérigènes. Ces souris peuvent recevoir du matériel soupçonné d'être cancérigène et si des tumeurs se développent, c'est une indication que le matériel est cancérigène.

## Demande initiale de brevet
En 1985, le président et les membres du Harvard College ont déposé une demande de brevet pour une invention appelée « animaux transgéniques ». En particulier, ils ont déposé un brevet de procédé pour le procédé par lequel ils ont créé les souris ainsi qu'un brevet de produit pour le produit final du procédé, à savoir les souris « fondatrices » et les oncosouris, progéniture dont les cellules sont affectées par le gène. Ces revendications de brevet s'étendent également à tous les mammifères non humains dont les génomes ont été modifiés de manière similaire. Des demandes de brevet sur l'oncosouris ont été déposées dans de nombreux pays, dont les États-Unis, le Canada, l'Europe (par l'intermédiaire de l'Office européen des brevets) et le Japon.
En mars 1993, l'examinateur de brevets a rejeté les revendications relatives au produit (revendications 1 à 12) au motif que les formes de vie supérieures n'entraient pas dans la définition d'« invention » à l'article 2 de la Loi sur les brevets du Canada et ne sont donc pas un objet brevetable. Les revendications relatives au procédé (revendications 13 à 26) ont été accueillies.

## Commission d'appel des brevets
En août 1995, le Commissaire aux brevets et la Commission d'appel des brevets ont confirmé le refus d'accorder un brevet pour les revendications de produit.

## Cour fédérale
Cette décision a été confirmée par la Cour fédérale, Section de première instance.

## Cour d'appel fédérale
La décision a été infirmée par une majorité de juges la Cour d'appel fédérale. Elle a ordonné au commissaire aux brevets de délivrer un brevet couvrant les revendications 1 à 12 de la demande de brevet.
S'exprimant au nom de la majorité, le juge Rothstein a souligné l'objet de la Loi sur les brevets, qui est de « promouvoir la création d'inventions d'une façon qui soit avantageuse tant pour l'inventeur que pour le public.. » .
Il a déclaré que le commissaire n'a pas le pouvoir discrétionnaire de refuser de délivrer un brevet en vertu de l'art. 40 de la Loi et si un procédé ou un produit satisfait aux exigences de la Loi, un brevet doit être délivré. De plus, la Loi sur les brevets n'exclut pas explicitement les organismes vivants tels que les mammifères non humains de la définition d'« invention ». au sens de l'article 2 de la Loi sur les brevets, car il s'agit à la fois d'une composition non évidente et d'une nouvelle et utile « composition de matières ».
Le juge d'appel Isaac, dans un jugement dissident, a approuvé l'approche adoptée par l'examinateur de brevets et a conclu que le commissaire aux brevets doit être conscient de l'intérêt public et en tenir compte. Il déclare que dans une affaire moralement controversée comme celle en l'espèce, le tribunal devrait s'en remettre à la décision du commissaire de refuser d'accorder un brevet.
Le commissaire aux brevets demande l'autorisation d'appeler de cette décision à la Cour suprême. L'autorisation a été accordée à le 14 juin 2001.

## Jugement de la Cour suprême
Dans une décision rendue à 5 juges contre 4, la Cour suprême a  accueilli le pourvoi du Commissaire au brevet et a statué que l'oncosouris et les formes de vie supérieures en général ne sont pas des objets brevetables au Canada.

## Motifs du jugement
La Cour a statué que les formes de vie supérieures ne sont pas brevetables. L'opinion de la cour a été rédigée par le juge Bastarache avec l'accord des juges L'Heureux-Dubé, Gonthier, Iacobucci et LeBel. concordant. La seule question soumise à la cour était de savoir si les mots « fabrication » ou « composition de la matière », dans le contexte de la Loi sur les brevets, sont suffisamment larges pour englober des formes de vie supérieures telles que l'oncosouris. Le tribunal a conclu qu'ils ne le sont pas. Le juge Bastarache a déclaré que la détermination de la brevetabilité de formes de vie supérieures telles que l'oncosouris dépasse l'autorité du tribunal et constituerait un changement majeur dans le régime actuel des brevets. La majorité a indiqué qu'étant donné que d'importantes préoccupations d'ordre public sont en jeu, le Parlement est le mieux placé pour aborder cette question.

### Le pouvoir du commissaire de refuser un brevet en vertu de l'article 40
Bien que La Cour ait estimé que le commissaire avait outrepassé ses pouvoirs en se prononçant contre un brevet pour des raisons d'ordre public, la Cour est parvenu à la même conclusion en niant la brevetabilité de formes de vie supérieures telles que l'oncosouris.
Les juges majoritaires ont déclaré que l'article 40 de la Loi sur les brevets ne donne au commissaire aucun pouvoir discrétionnaire de refuser d'accorder un brevet sur la base de considérations d'intérêt public, faisant écho à la déclaration du juge Pigeon dans Monsanto Co. c. Commissaire aux brevets. Pour ce qui est de la norme de contrôle, la majorité estimait que la question de savoir si des formes de vie supérieures sont incluses dans la définition d'« invention » dans la Loi sur les brevets peut faire l'objet d'un contrôle selon la norme de la décision correcte.

### La définition du mot «invention»: une forme de vie supérieure est-elle une «fabrication» ou une «composition de matières»
a) Les mots utilisés dans la Loi
À l'article 2, la Loi sur les brevets définit une « invention » comme « Toute réalisation, tout procédé, toute machine, fabrication ou composition de matières, ainsi que tout perfectionnement de l’un d’eux, présentant le caractère de la nouveauté et de l’utilité ». Les juges majoritaires ont conclu que bien que la définition d'« invention » soit large, elle n'inclut pas « tout ce qui est fabriqué par l’être humain ».
Les juges majoritaires ont estimé que les mots « fabrication » et « composition de la matière » ne sont pas suffisamment larges pour inclure une forme de vie supérieure telle que l'oncosouris. Le tribunal est d'avis que « fabrication » désigne « produit ou un procédé mécanique non vivant »  et n'implique pas une créature vivante consciente et sensible.
Les juge majoritaires ont déterminé que le sens de « composition des matières » peut être déterminé par référence au sens des mots ou des phrases qui leur sont associés et qu'il est donc préférable de le lire comme n'incluant pas les formes de vie supérieures. Les juges majoritaires se sont également référés à la définition de l'Oxford English Dictionary du mot « fabrication » qui est « une substance ou préparation obtenue par combinaison ou mélange de divers ingrédients » et a conclu que l'oncosouris ne peut pas être comprise en ces termes. Ils ont également souligné que les formes de vie supérieures ont des qualités et des caractéristiques uniques qui transcendent la matière génétique particulière dont elles sont composées.
De façon plus générale, le tribunal est d'avis qu'autoriser des brevets sur des formes de vie supérieures impliquerait « une dérogation radicale au régime traditionnel des brevets» et il appartient au Parlement de déterminer si les formes de vie supérieures sont brevetables.
b) L'économie de la loi
Les juges majoritaires ont déterminé que la Loi sur les brevets, dans sa forme actuelle, est « ne permet pas de traiter adéquatement les formes de vie supérieures en tant qu’objets brevetables » puisque les inventions de nature biologique sont vivantes, autoreproductrices, extrêmement complexes, impossibles à décrire de façon complète et peuvent contenir des caractéristiques importantes qui n'ont rien à voir avec l'invention. Le juge Bastarache a identifié certaines préoccupations importantes entourant la brevetabilité des formes de vie supérieures, notamment : les incidences sur les agriculteurs qui souhaitent recueillir et de replanter les graines, les droits du « contrevenant innocent », qui peut entrer en possession d'un organisme en raison de sa capacité à se reproduire et donc à faire l'objet d'une action en contrefaçon, la dissuasion de la recherche et de l'innovation biomédicales, et le potentiel de marchandisation de la vie, des tissus et des organes humains.
c) L'objet de la loi
Les juges majoritaires ont déclaré que les deux objets centraux de la Loi sur les brevets sont « favoriser la recherche et le développement et [d’]encourager l’activité économique en général ». Bien qu'il s'agisse d'objectifs généraux, ils ont déterminé que le Parlement n'a pas laissé la définition d'« invention » ouverte et que ni le libellé ni l'économie de la Loi ne conviennent aux formes de vie supérieures. Ainsi, ils ont conclu que le Parlement n'avait pas l'intention d'étendre les droits de monopole des brevets sur les inventions liées à des formes de vie supérieures.
d) Loi connexe : la Loi sur la protection des obtentions végétales
Les juges majoritaires se sont appuyés sur fait que le Parlement a adopté la Loi sur la protection des obtentions végétales à la suite de la décision de la Cour suprême dans Pioneer Hi-Bred Ltd. c. Canada (Commissaire des brevets) pour étayer leur opinion selon laquelle le Parlement ne croyait pas que la Loi sur les brevets était conçue pour inclure les formes de vie supérieures. Le juge Bastarache a déclaré que, puisque le Parlement a promulgué une loi spécialisée pour régler les problèmes liés aux plantes croisées, un sous-ensemble de formes de vie supérieures, s'il avait souhaité étendre la brevetabilité à d'autres formes de vie supérieures, il l'aurait probablement fait à l'époque.
Problème de délimitation : est-il défendable d'autoriser des brevets sur des formes de vie inférieures tout en refusant des brevets sur des formes de vie supérieures ?
En réponse à l'argument de l'intimé selon lequel tracer une ligne entre les formes de vie inférieures et supérieures est indéfendable, le juge Bastarache a déclaré que la ligne de démarcation est « justifiable en raison des différences qui d’après le bon sens, existent entre les deux » et il réaffirme que la réponse doit venir du législateur. E
En outre, il a déclaré que la distinction peut également être maintenue parce que, contrairement aux formes de vie supérieures, une forme de vie inférieure peut plus facilement être conceptualisée comme une « composition de matières » ou une « fabrication ». et les microbes peuvent être produits en série comme composés chimiques et possèdent des propriétés et des caractéristiques uniformes.

## Jugement dissident
Dans un jugement dissident rédigé par le juge Binnie, avec l'accord de la juge en chef McLachlin et des juges Arbour etMajor. d'accord, les juges dissidents appuient le raisonnement de la Cour d'appel fédérale et ils sont d'avis qu'il s'agissait d'une « réalisation scientifique exceptionnelle » et d'une « composition de matières » inventive au sens de l'article 2 de la Loi sur les brevets. De plus, le juge Binnie a déclaré que d'autres ressorts territoriaux dotées d'une législation comparable, notamment les États-Unis, l'Europe, le Japon et la Nouvelle-Zélande, entre autres, ont considéré que l'oncosouris était brevetable.
Le juge Binnie n'était pas d'accord avec le point de vue du commissaire aux brevets selon lequel, au moment de l'adoption de la Loi sur les brevets, le Parlement ne pouvait pas avoir voulu que les formes de vie supérieures génétiquement modifiées soient brevetables. Il a déclaré que le Parlement n'aurait pas pu envisager de nombreuses autres inventions futures, y compris des formes de vie inférieures génétiquement modifiées, des fusées lunaires, des antibiotiques, du téléphone, des courrier électronique ou des ordinateurs de poche et les formes de vie inférieures et une telle distinction est une invention du Bureau des brevets. Il a affirme que les efforts visant à tracer la ligne de démarcation entre les formes de vie inférieures brevetables et les formes de vie supérieures « non brevetables » mettent en évidence le caractère arbitraire du point de vue du commissaire.
Le juge Binnie a déclaré qu'une fois qu'il est admis que l'ovule d'oncosouris génétiquement modifié répond aux critères de brevetabilité, il n'y a aucune raison de refuser la brevetabilité de l'oncosouris qui en résulte au motif qu'il ne s'agit pas d'une « invention » au sens de la Loi sur les brevets. Il a souligné que l'article 40 de la Loi sur les brevets ne donne pas au commissaire le pouvoir discrétionnaire de refuser un brevet pour des raisons d'intérêt public. De plus, le juge Binnie a souligné le fait que le Parlement a abrogé et évité d'inclure des dispositions dans la Loi sur les brevets traitant de la moralité des inventions comme une indication que ces aspects de l'intérêt public doivent être traités en utilisant d'autres régimes réglementaires. Il a mentionné la Loi sur la procréation assistée comme un exemple de loi particulière adoptée pour traiter de considérations d'intérêt public similaires à celles en jeu dans cette affaire.